# Programme des Grands Observatoires
Programme Orbiting Astronomical Observatory Télescope James-Webb
Le programme des Grands Observatoires de la NASA comprend quatre grands et puissants télescopes spatiaux lancés entre 1990 et 2003, qui couvrent des régions différentes du spectre électromagnétique : Hubble (spectre visible et proche infrarouge), Compton Gamma-Ray Observatory (rayonnement gamma), Chandra (rayons X mous) et Spitzer (infrarouge). La même taille et le même budget sont initialement alloués aux quatre projets, et chacun d'entre eux apporte des contributions substantielles à l'astronomie.

## Grands Observatoires
Les quatre grands instruments du programme sont :
- le télescope spatial Hubble (en anglais : Hubble Space Telescope, en abrégé HST) observe essentiellement dans le spectre visible et l'ultraviolet proche, typiquement entre 300 et 400 nanomètres (nm) de longueur d'onde. Une mission d'entretien en 1997 l'équipe de dispositifs permettant l'accès au proche infrarouge (750 à 1 400 nm), et une dernière mission en 2009 doit le remettre en état pour étendre sa durée de vie, laquelle donne jusqu'ici des résultats extrêmement probants. Il est lancé en 1990 par la navette spatiale Discovery, lors de la mission STS-31 ;
- le Compton Gamma-Ray Observatory (CGRO) observe essentiellement le rayonnement gamma (< 10 picomètres), bien qu'il reçoive ensuite un dispositif complémentaire lui permettant d'observer la gamme des rayons X durs (10 à 100 pm). Il est lancé en 1991 par la mission STS-37 de la navette Atlantis. En 2000, une panne d'un de ses gyroscope cause la perte de son orbite ;
- le télescope spatial Chandra (CXO) observe essentiellement dans la gamme des rayons X mous (0,01 à 10 nm). Lancé en 1999 à bord de la navette Columbia, mission STS-93, il s'appelle à l'origine Advanced X-ray Astronomical Facility (AXAF) ;
- le télescope spatial Spitzer (SST) observe le spectre infrarouge, de 780 nm à 1 000 μm. Il est lancé en 2003 à bord d'un lanceur Delta II et est auparavant baptisé Space Infrared Telescope Facility (SIRTF).

De ces quatre observatoires, deux sont retirés aujourd'hui. L'un des gyroscopes de Compton est tombé en panne et la NASA lui transmet l'ordre de quitter son orbite le 4 juin 2000. Les parties qui résistent à la rentrée dans l'atmosphère terrestre disparaissent dans l'océan Pacifique. Le second, Spitzer, bien que toujours fonctionnel, a été abandonné par la NASA le 30 janvier 2020 : il s'éloigne de plus en plus de la Terre, rendant de plus en plus difficiles les communications en raison de l'orientation de plus en plus défavorable de ses panneaux solaires pendant le positionnement de ses antennes. Par ailleurs, Hubble doit à l'origine être récupéré et ramené sur Terre par la navette spatiale, mais ce projet est ensuite abandonné. En revanche, le télescope fait l'objet de cinq missions d'entretien à l'aide de la navette. Le 31 octobre 2006, Michael Griffin, l'administrateur de la NASA, donne le feu vert pour une ultime mission de rénovation. La mission STS-125 de 11 jours de la navette Atlantis, lancée le 11 mai 2009, installe des accumulateurs neufs, remplace tous ses gyroscopes et installe la caméra à large champ numéro 3 (WFC3) et un spectrographe des origines cosmiques (COS).
Spitzer est l'unique Grand Observatoire à ne pas être lancé par la navette spatiale. C'est bien le mode de lancement initialement prévu, mais l'accident de la navette spatiale Challenger mène à l'interdiction des étages supérieurs des lanceurs de type Centaur LH2/LOX, nécessaires pour atteindre l'orbite héliocentrique. Les lanceurs Titan et Atlas sont interdits pour des raisons de coût. Après une refonte de sa conception et son allègement, il est finalement lancé par un lanceur Delta II.

## Projets
Dans le prolongement de ce programme, la NASA planifie les télescopes suivants :
- James Webb (JWST), initialement nommé Next Generation Space Telescope (NGST), futur remplaçant de Hubble ;
- Space Interferometry Mission (SIM) ;
- Terrestrial Planet Finder (TPF).

## Historique

### Le télescope optique Hubble
L'histoire du télescope spatial Hubble remonte à 1946, lorsque l'astronome Lyman Spitzer écrit l'article Astronomical advantages of an extraterrestrial observatory. Spitzer consacre une partie importante de sa carrière à la promotion d'un télescope spatial.
Les missions Orbiting Astronomical Observatory (OAO), de 1966 à 1972, démontrent l'importance du rôle que peuvent jouer des observatoires situé dans l'espace. En 1968, la NASA développe la planification d'un télescope réflecteur doté d'un miroir de 3 m de diamètre. Provisoirement dénommé Large Orbiting Telescope (« Grand télescope en orbite ») ou Large Space Telescope (LST, « Grand télescope spatial »), son lancement est escompté pour 1979. En 1978, le Congrès américain approuve un budget définitif de 36 millions de dollars américains. La conception du LST peut alors commencer sérieusement, avec l'objectif d'un lancement en 1983. Au début des années 1980, le télescope est rebaptisé en l'honneur de l'astronome Edwin Hubble.

### Le télescope gamma Compton
Le rayonnement gamma est observé au-dessus de l'atmosphère par plusieurs missions spatiales. Durant son High Energy Astronomy Observatory Program (en), en 1977, la NASA annonce des projets de construction d'un « grand observatoire » pour l'astronomie du rayonnement gamma. Le Gamma Ray Observatory (GRO), renommé Compton Gamma-Ray Observatory (CGRO), est conçu pour mettre à profit des avancées majeures en matière de technologies des détecteurs des années 1980. Après 14 années d'efforts, le CGRO est lancé le 5 avril 1991.

### Le télescope XChandra
En 1976, deux astrophysiciens américains, Riccardo Giacconi et Harvey Tananbaum, proposent à la NASA l'idée du télescope spatial Chandra (alors appelé AXAF), observant dans le domaine du rayonnement X. Les travaux préliminaires commencent l'année suivante au centre de vol spatial Marshall (MSFC, pour Marshall Space Flight Center) et au Smithsonian Astrophysical Observatory (SAO). Dans l'intervalle, la NASA met en orbite le premier télescope X, l'observatoire Einstein (HEAO-2). Les travaux sur le projet Chandra se poursuivent dans les années 1980 et 1990. En 1992, pour réduire les coûts, la conception du vaisseau spatial est revue. On supprime quatre miroirs sur les douze prévus, ainsi que deux des six instruments scientifiques. L'orbite prévue pour Chandra est modifiée au profit d'une orbite elliptique, atteignant un tiers de la distance Terre-Lune au point le plus éloigné. Cette décision élimine toute possibilité d'amélioration ou de réparation par la navette spatiale mais permet de positionner l'observatoire au-delà de la ceinture de Van Allen sur la majeure partie de son orbite, la mettant ainsi à l'abri de ses radiations.

### Le télescope infrarougeSpitzer
Au début des années 1970, les astronomes commencent à considérer la possibilité de placer un télescope infrarouge au-dessus des effets assombrissant de l'atmosphère terrestre. La plupart des projets initiaux tablent sur des vols répétés à bord de la navette spatiale de la NASA. Cette approche remonte à une époque où l'on présume que la navette est capable de permettre des vols hebdomadaires sur des périodes allant jusqu'à 30 jours. En 1979, un rapport du National Research Council (Conseil national de la recherche) de l'Académie nationale des sciences américaine intitulé A Strategy for Space Astronomy and Astrophysics for the 1980s (Une stratégie pour l'astronomie et l'astrophysique spatiale pour les années 1980), identifie un Shuttle Infrared Telescope Facility (SIRTF) comme « une des deux installations majeures [à développer] pour Spacelab, » une plate-forme embarquée sur la navette.
Le lancement de l'Infrared Astronomical Satellite (IRAS), un satellite du programme Explorer, conçu pour mener le premier relevé infrarouge du ciel, amène à anticiper un instrument utilisant la technologie nouvelle en matière de détecteurs infrarouges. Vers septembre 1983, la NASA examine la « possibilité d'un vol autonome de longue durée de la mission SIRTF ». Le vol de Spacelab-2 à bord de STS-51-F en 1985 confirme que l'environnement de la navette ne convient pas à un télescope infrarouge embarqué et qu'un vol autonome est préférable. On modifie le premier mot dans le nom, et au lieu de Shuttle (« navette ») on l'appela le Space Infrared Telescope Facility, ce qui ne change pas l'acronyme,.

### Origine des Grands Observatoires
Le concept de Grand Observatoire remonte au rapport A Strategy for Space Astronomy and Astrophysics for the 1980's. Ce rapport inventorie le travail préparatoire essentiel pour les Grands Observatoires, sous la direction de Peter Meyer (jusqu'à juin 1977) puis Harlan J. Smith (jusqu'à sa publication). Au milieu des années 1980, il est approfondi par les directeurs successifs de la Division astrophysique au siège de la NASA, y compris Frank Martin et Charlie Pellerin. Le programme des « Grands Observatoires » de la NASA utilise quatre satellites distincts, chacun conçu spécifiquement pour couvrir une partie différente du spectre de façon inaccessible aux systèmes fixés sur Terre. Cette perspective permet à la proposition d'observatoires X et infrarouge d'être à juste titre considérée comme la continuation d'un programme astronomique commencé avec Hubble et Compton Gamma-Ray Observatory plutôt que comme des concurrents ou des remplaçants,.

## Objectifs

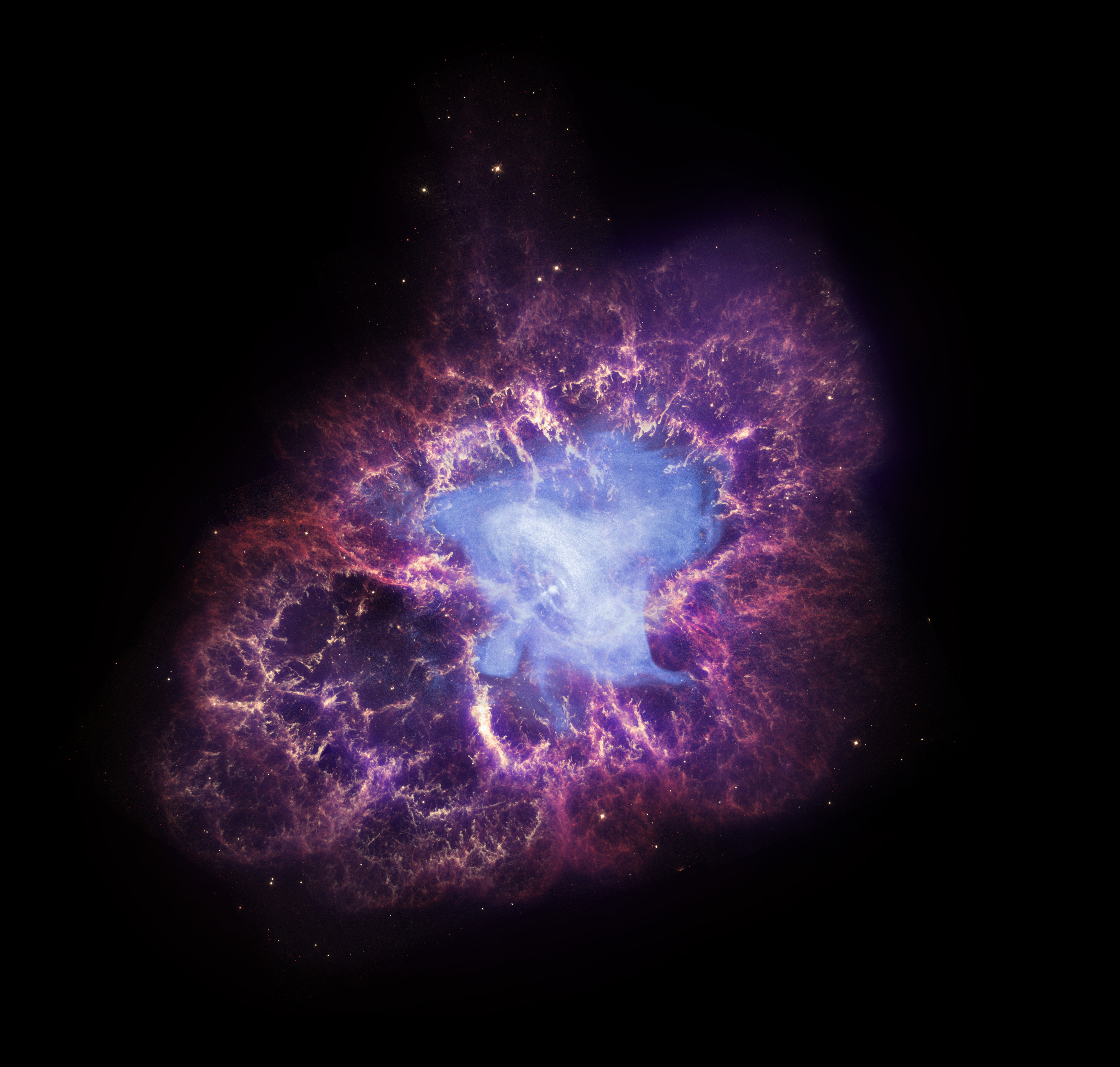
Image composite de la nébuleuse du Crabe par Chandra, Hubble et Spitzer.

Chaque Observatoire est conçu pour faire progresser l'état de l'Art (la technologie) dans le domaine de longueurs d'onde qui lui est dévolu. Comme l'atmosphère terrestre empêche les rayonnements X, gamma et infrarouge lointain d'atteindre la Terre, les missions spatiales sont essentielles pour les observatoires Compton, Chandra et Spitzer.
Hubble bénéficie également du survol de l'atmosphère : elle fait scintiller les objets très faiblement lumineux, diminuant la résolution spatiale (les objets brillants, au contraire, bénéficient d'une résolution bien meilleure depuis la Terre grâce aux techniques d'interférométrie).
Les plus grands télescopes terrestres n'ont atteint que récemment la résolution de Hubble pour les longueurs d'onde du proche-infrarouge des objets faiblement lumineux. Le fait d'être situé au-dessus de l'atmosphère permet de s'affranchir du problème de la lumière du ciel nocturne, ce qui permet à Hubble de faire des observations d'objets ultra-faibles. Les observatoires terrestres ne disposent d'aucun moyen de compenser ce rougeoiement sur les objets ultra-faibles, alors que les objets aussi faibles exigent des temps de pose interminables et inefficaces. Hubble peut également observer dans les longueurs d'onde ultraviolettes qui ne peuvent pas pénétrer l'atmosphère.
Compton observe dans le domaine gamma, qui ne peut pénétrer la basse atmosphère. Il est beaucoup plus grand que tous les instruments gamma embarqués sur les précédentes missions du programme HEAO, abordant des domaines d'exploration complètement nouveaux. Il dispose de quatre instruments couvrant le domaine d'énergie de 20 keV à 30 GeV, complémentaires les uns des autres du point de vue sensibilité, résolution et champ visuel. Les rayons gamma sont émis par différentes sources de hautes énergies et à hautes températures telles que les trous noirs, les pulsars et les supernovas.
Chandra non plus n'a pas de prédécesseur terrestre. Il prend la suite des trois satellites du programme HEAO, notamment l'observatoire Einstein de grande réussite, qui est le premier à démontrer la puissance de l'incidence rasante, donne une résolution spatiale d'un ordre de grandeur supérieur à celle des collimateurs (comparables aux optiques des télescopes), avec une amélioration considérable de la sensibilité. La grande taille de Chandra, son orbite élevée et la sensibilité de ses dispositifs à transfert de charges (CCD) permettent l'observation de très faibles sources X.
Spitzer aussi observe à des longueurs d'onde largement inaccessible aux télescopes terrestres. Il est précédé dans l'espace par IRAS, une mission de petite taille de la NASA, et par celle beaucoup plus importante, le télescope ISO de l'Agence spatiale européenne (ESA). L'instrumentation de Spitzer profite des avancées rapides en technologie des détecteurs infrarouges depuis IRAS, combinée avec la grande ouverture, les champs de visée favorables et une durée de vie longue. Les résultats scientifique sont en conséquence remarquables. Les observations dans l'infrarouge sont nécessaires pour les objets astronomiques situés à très grandes distances, dont la lumière visible se décale vers le rouge jusqu'aux longueurs d'onde infrarouge, de même que pour les objets froids qui émettent peu de lumière visible, et pour les régions optiquement obscurcies par la poussière.

## Impact
Chacun des quatre télescopes a un impact substantiel en astronomie. L'ouverture à la haute résolution de nouvelles bandes de longueurs d'onde, les observations à haute sensibilité par Compton, Chandra et Spitzer révolutionnent notre compréhension d'une grande variété d'objets astronomiques. Elles mènent à la détection de milliers d'objets nouveaux et intéressants. Hubble bénéficie d'un impact beaucoup plus important auprès du public et des médias que les autres télescopes. Pourtant, comparé aux trois autres observatoires, les améliorations apportées en sensibilité et en résolution dans les longueurs d'onde optique par rapport aux installations préexistantes se classent à un niveau plus modeste. La capacité de Hubble à produire des images uniformément de haute qualité de tout objet astronomique à tout moment autorise des relevés précis et des comparaisons de grand nombre d'objets astronomiques. Les observations du champ profond de Hubble sont très importantes pour l'étude des galaxies lointaines. Elles produisent en effet des images à longue pose en ultraviolet avec la même précision en nombre de pixel pour les galaxies lointaines que les installations préexistantes pour les galaxies plus proches. Des comparaisons directes sont donc effectuées. Le télescope spatial James-Webb permet un bond en avant encore supérieur, avec des images à long temps de pose dans le visible de galaxies encore plus lointaines.

## Synergies
En plus des capacités inhérentes aux missions (particulièrement les sensibilités, qui ne peuvent pas être répliquées par des observatoires terrestres), le programme des Grands Observatoires permet l'obtention de résultats scientifiques encore améliorés par interaction des missions. Des objets différents brillent à différentes longueurs d'onde, mais affecter deux observatoires ou plus à un même objet permet une compréhension approfondie.
Les études en rayonnements à hautes énergie (X et gamma) ne bénéficient jusqu'alors que d'une imagerie avec une résolution modérée. L'étude des rayons X et gamma par Hubble, de même que Chandra et Compton, donne des dimensions et des données positionnelles précises. En particulier, la résolution de Hubble peut souvent discerner si la cible est un objet isolé ou appartient à une galaxie, et si un objet brillant est un noyau, un bras ou le halo d'une galaxie spirale. De façon similaire, l'ouverture plus petite de Spitzer signifie que Hubble peut ajouter des informations spatiales à une image de Spitzer.
Les études dans l'ultraviolet révèlent également l'état temporel des objets à haute énergie. Les rayons X et gamma sont plus difficiles à détecter avec les technologies actuelles que le visible et l'ultraviolet. De ce fait, Compton et Chandra ont besoin de temps d'intégration supérieurs pour collecter suffisamment de photons. Cependant, les objets qui brillent dans les rayons X et gamma peuvent être de petites dimensions et varier sur des échelles de temps de l'ordre de la minute ou de la seconde. De tels objets nécessitent alors un suivi avec Hubble ou le Rossi X-ray Timing Explorer, qui peut mesurer des détails en secondes ou en fractions de secondes d'angle, du fait de conceptions différentes. La dernière année pleine d'opération de Rossi est 2011.
La capacité de Spitzer de voir au travers de la poussière et des gaz épais favorise l'observation des noyaux des galaxies. Les objets massifs au cœur des galaxies brillent dans les gammes de rayonnement X, gamma et radio, mais les études infrarouges de ces régions nuageuses peuvent révéler le nombre et la position des objets.
Hubble, cependant, ne dispose ni du champ visuel, ni du temps disponible nécessaire à l'étude de tous les objets intéressants. Des objectifs de valeur sont souvent mis en évidence à l'aide de télescopes terrestres, moins chers, ou à l'aide d'observatoires spatiaux plus petits, parfois conçus spécialement pour la couverture de grandes portions du ciel. Également, les trois autres Grands Observatoires trouvent de nouveaux objets ayant justifié d'y affecter Hubble.
Les études du Système solaire et des astéroïdes constitue un exemple de synergie observationnelle. De petits corps, tels que de petites lunes et les astéroïdes, sont trop petits et trop éloignés pour être résolus, même par Hubble ; leur image apparaît comme un motif de diffraction déterminée par leur brillance et non par leur taille. Cependant, Hubble peut déduire leur taille minimum en connaissant leur albédo. Spitzer peut déterminer leur taille maximum grâce à leur température, fonction en grande partie de leur orbite. Ainsi, la taille véritable d'un corps peut être encadrée. La spectroscopie par Spitzer, de plus, peut déterminer la composition chimique à la surface de l'objet, limitant ses possibilités d'albédo, et renforce ainsi l'estimation de sa faible dimension.
À l'autre extrémité de l'échelle des distances cosmiques, des observations de Hubble sont combinées à celles de Compton, Spitzer et Chandra dans le Great Observatories Origins Deep Survey. Elles permettent la production d'une image multi-longueurs d'onde de la formation et évolution des galaxies dans l'univers primordial. les opérations sont réalisées selon le calendrier suivant :
- fin 1991 : opérations combinées de Hubble avec Compton ;
- fin 1999 : opérations combinées de Hubble avec Compton et Chandra ;
- mi-2000 : opérations combinées de Hubble avec Chandra ;
- fin 2003-2008 : opération combinées de Hubble avec Chandra et Spitzer ;
- après 2008 : révision finale de Hubble en 2009, suivie d'opérations au-delà de la durée de vie prévue des deux autres télescopes (Spitzer et Chandra).

## Succession
James-Webb Space Telescope (JWST) : le télescope spatial James Webb, initialement baptisé Next Generation Space Telescope (NGST, en français : « Télescope spatial de la prochaine génération »), est prévu en remplacement de Hubble (HST) vers 2022. Son miroir déployable segmenté est plus de deux fois plus grand. Cela procure une augmentation notable de son pouvoir de résolution angulaire, et une augmentation spectaculaire de sa sensibilité. Contrairement à Hubble, JWST observe dans l'infrarouge de façon à pouvoir pénétrer à l'intérieur des nuages de poussière situés à des distances cosmiques. Ceci signifie qu'il prolonge certaines des capacités de Spitzer alors que certaines de celles de Hubble sont perdues. De nouvelles avancées des télescopes terrestres permettent de les relayer dans le visible, mais beaucoup moins dans l'ultraviolet.
Le télescope spatial à rayons gamma Fermi, initialement baptisé « Gamma Ray Large Area Space Telescope » (GLAST), découle de Compton et est lancé le 11 juin 2008. La définition de GLAST est plus étroite et réduite. Il porte essentiellement un seul instrument principal et une expérience secondaire. D'autres missions telles que HETE-2, lancé en 2000, et Swift, lancé en 2004, assurent le complément de GLAST. RHESSI, le Reuven Ramaty High Energy Solar Spectroscopic Imager (« Imageur spectroscopique solaire à hautes énergies »), lancé en 2002, observe dans certaines des longueurs d'onde de Chandra et de Compton, mais est pointé sur le Soleil en permanence. Il observe à l'occasion des objets très énergétiques qui se présentent dans le champ visuel aux alentours du Soleil.
INTEGRAL est un autre grand observatoire à haute énergie. Son nom complet est INTErnational Gamma-Ray Astrophysics Laboratory (en français : « laboratoire d'astrophysique international de rayonnement gamma »). Il est lancé en 2002. Il observe dans la même gamme que Compton, mais il utilise un télescope fondamentalement différent du point de vue technologique : des masques à ouverture codée. Ainsi, ses capacités sont complémentaires de celles de Compton et de GLAST, et non un remplacement direct.
Spitzer n'a pas de successeur direct prévu. Cependant, le JWST dépasse ses performances dans l'infrarouge proche et le télescope spatial Herschel de l'Agence spatiale européenne (ESA), opérationnel de 2009 à 2013, le dépasse dans l'infrarouge lointain. Le télescope aéroporté Stratospheric Observatory for Infrared Astronomy (SOFIA) observe dans le proche infrarouge et dans l'infrarouge moyen. SOFIA bénéficie d'une ouverture plus grande que Spitzer, mais de sensibilités relatives inférieures et pendant des cycles de travaux restreints. Enfin, ces missions de plus petites tailles conduisent des missions spécialisées en observation infrarouges.
Constellation-X est conçue comme une mission d'observation extrêmement sensible aux rayons X. Elle doit débuter en 2016. Ce n'est pas un remplacement direct de Chandra qui est optimisée pour une résolution angulaire élevée. Constellation-X est plutôt une continuation de la mission XMM-Newton qui abandonne une partie de sa résolution au profit de la sensibilité accrue. Constellation-X est plusieurs douzaines de fois plus sensible que Chandra. Il doit également s'étendre plus loin dans le domaine des rayons X durs, l'une des capacités de Compton. Le programme Constellation-X est abandonnée et regroupé avec les programmes concurrents de l'ESA et de la JAXA pour former le projet IXO, rebaptisé ATHENA.
Aucune de ces missions n'est prévue pour un lancement par la navette spatiale. La plupart rejoignent des orbites hors de portée de la navette, ce qui autorise des modes d'observation nouveaux.

## Programmes ultérieurs
Le programme Beyond Einstein (programme « Au-delà d'Einstein ») doit ouvrir de nouveaux champs scientifiques. Pour les différencier de la génération actuelle, la NASA regroupe sous l'appellation Einstein Great Observatories (en) (« Grands observatoires Einstein ») le télescope Constellation-X (en) et le NGO (New Gravitational wave Observer, initialement baptisé LISA, pour Laser Interferometer Space Antenna). Cependant, ils n'appartiennent pas aux programme des Grands Observatoires.
Le programme International Solar-Terrestrial Physics (ISTP), dans le même esprit que le programme des Grands Observatoires, regroupe un ensemble d'instruments pour l'étude du Soleil et des phénomènes électromagnétiques à proximité de la Terre.

## Galerie photo

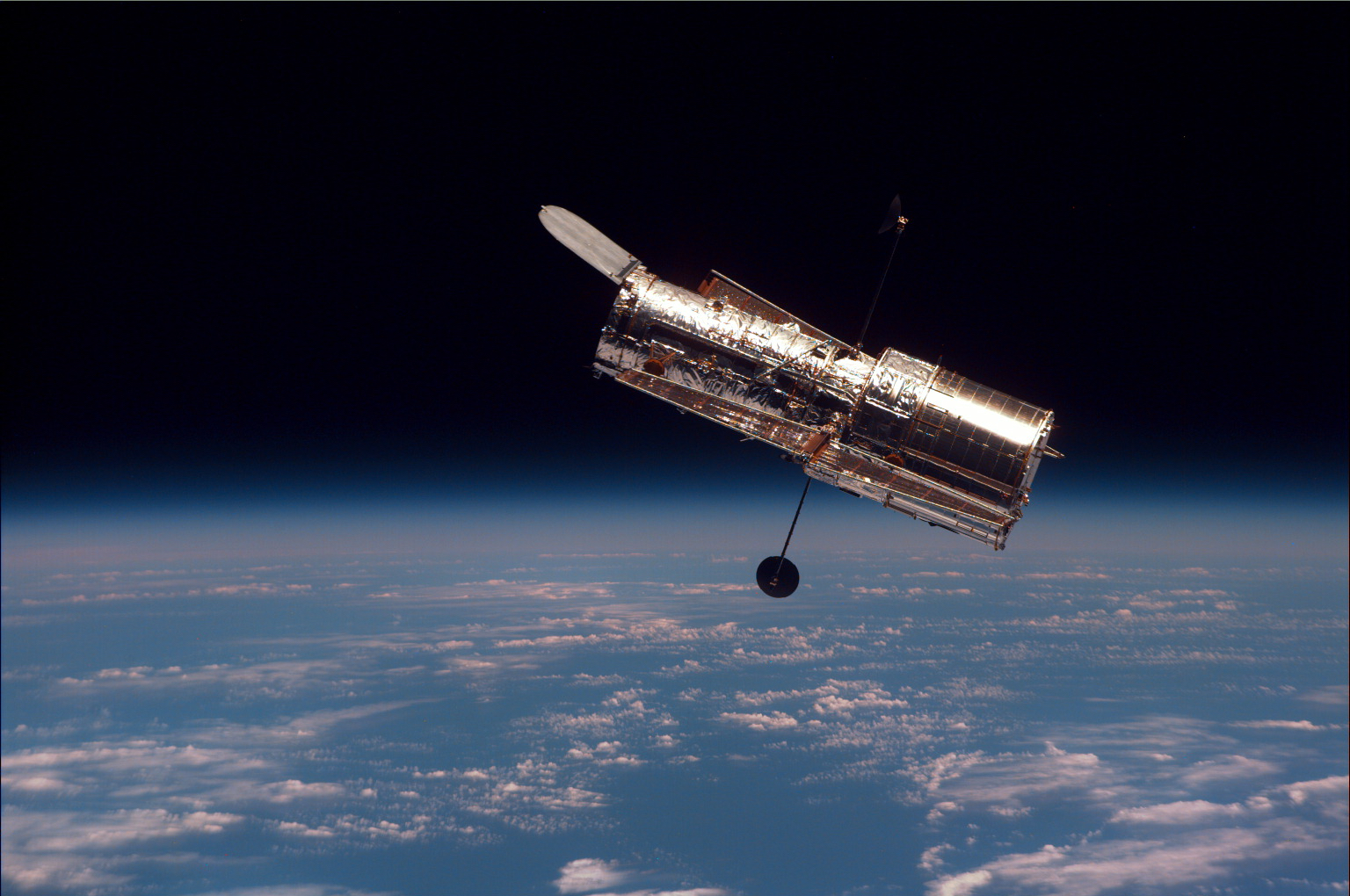
Le télescope spatial Hubble.
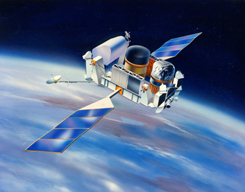
Le Compton Gamma-Ray Observatory.